# Homalanthus longipes
Homalanthus longipes är en törelväxtart som beskrevs av Ferdinand Albin Pax och Käthe Hoffmann. Homalanthus longipes ingår i släktet Homalanthus och familjen törelväxter.
Artens utbredningsområde är Vanuatu. Inga underarter finns listade i Catalogue of Life.